# Montemor-o-Velho
Montemor-o-Velho é uma vila portuguesa do distrito de Coimbra, que pertencia à antiga província da Beira Litoral e à região do Centro (Região das Beiras), estando atualmente englobada na sub-região Região de Coimbra (NUT III), com cerca de 3 100 habitantes.
É sede do Município de Montemor-o-Velho que tem 228,96km² de área e 26 171 habitantes (2011), subdividido em 11 freguesias. O município é limitado a norte pelo município de Cantanhede, a leste por Coimbra e por Condeixa-a-Nova, a sul por Soure e a oeste pela Figueira da Foz. Situa-se a uma altitude média de 5 m acima do nível médio do mar.
Trata-se de um dos poucos municípios de Portugal territorialmente descontínuos. O caso de Montemor-o-Velho é único no contexto português, pois a descontinuidade do município deve-se à existência, na zona sudeste do seu território, de um pequeníssimo enclave pertencente ao vizinho município de Soure (freguesia de Figueiró do Campo), encaixado entre as freguesias montemaiorenses de Pereira e Santo Varão.

## História
Montemor-o-Velho é uma antiga vila cujos vestígios remontam à Pré-história, designadamente ao período Neolítico. Existem referências documentais ao seu castelo desde o século IX. Em 848, Ramiro I das Astúrias passou a dominar o castelo de Montemor, mas a reconquista definitiva do Mondego foi empreendida pelo Rei Fernando Magno de Leão, que entregou o castelo ao Conde Sesnando. Este castelo é bastante bonito de visitar, estando em bom estado de conservação. De lá se desfruta de uma bela vista sobre os arrozais do rio Mondego e restantes terrenos de cultivo.[carece de fontes?]
A sua importância estratégica fez desta vila um centro de atracção, tendo recebido o primeiro foral em 1212. Montemor foi ainda, durante séculos, terra de infantado, primeiro de Sancho I e D. Teresa, depois de D. Afonso IV (1322), mas também de D. Pedro, Duque de Coimbra (1416). Em 1472, D. Afonso V faz Marquês de Montemor-o-Velho D. João de Portugal, mais tarde Duque de Bragança.[carece de fontes?]

### Paróquias
A vila de Montemor-o-Velho, no âmbito religioso, teve, na Idade Média, e até finais do séc. XIX, cinco paróquias: Alcáçova, São Martinho, São Salvador, São Miguel e Santa Maria Madalena. Com a extinção das três últimas, Manuel Correia de Bastos Pina, bispo-conde da Diocese de Coimbra, por decreto de 30 de Julho de 1874, criou uma só paróquia para Montemor-o-Velho, aglutinando a de Santa Maria d'Alcáçova, a principal, e a de São Martinho, a maior do arrabalde, facto também atestado numa lápide colocada na frontaria da Igreja de São Martinho. De acordo com o Padre Dr. José dos Reis Coutinho, na sua obra "Comemoração dos Novecentos Anos da Igreja de Santa Maria da Alcáçova", em 1995,  refere que 
"(...) Ambas (as igrejas) têm igual personalidade canónica desde aquele decreto. Na função paroquial e na prestação de serviços pastorais à comunidade nenhuma diferença as separa porque formam um só unificado, que nem o decreto de classificação como monumento nacional – de 16 de Junho de 1911 – pode alterar, porque acima está a Concordata celebrada com o Estado português em 7 de Maio de 1940 e as estipulações acerca do serviço pastoral".
E acrescenta:
"1874, Julho, 30, Montemor – Em cumprimento do decreto do Bispo-Conde, Dom Manuel Correia de Bastos Pina, é executada esta determinação com a colocação de uma lápide de mármore na frontaria da igreja de São Martinho, dizendo que constitui uma só paróquia com a igreja de Santa Maria d'Alcáçova". Santa  Maria D'Alcáçova e S. Martinho, Decreto de 30 de Julho de 1874, Reforma em 1880.

## Freguesias

Freguesias do município de Montemor-o-Velho.

O Município de Montemor-o-Velho está dividido em 11 freguesias:
- Abrunheira, Verride e Vila Nova da Barca
- Arazede
- Carapinheira
- Ereira
- Liceia
- Meãs do Campo
- Montemor-o-Velho e Gatões
- Pereira
- Santo Varão
- Seixo de Gatões
- Tentúgal

## Património
- Igreja de Nossa Senhora dos Anjos
- Castelo de Montemor-o-Velho, e Igreja de Santa Maria da Alcáçova anexa
- Igreja da Misericórdia de Tentúgal
- Pelourinho de Póvoa de Santa Cristina

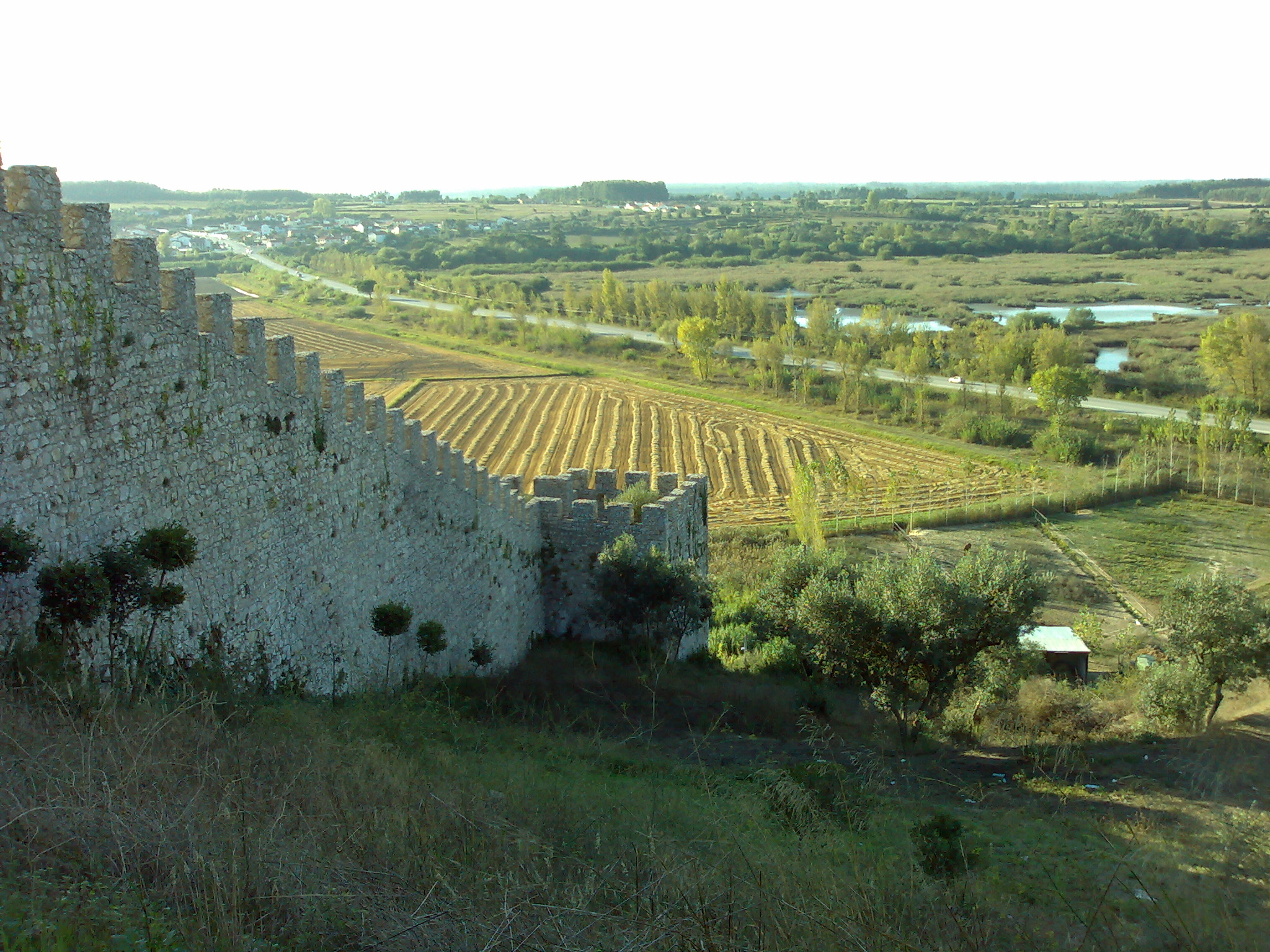
Vista exterior da muralha do castelo.

## Paisagem
Montemor-o-velho era assim descrito em 1947:
"O aspecto moderno desta vila, bastante antiga, é interessante e agradável: ruas espaçosas, direitas e bem calçadas, largos de vistosa aparência. Os subúrbios formam um quadro de impressionante formosura, vendo-se por toda a parte extensos campos cobertos de olivais, vinhedos, hortas e pomares, encontrando-se a cada passo admiráveis pontos de vista como o sítio chamado Santo António."

## Cultura
Realiza-se anualmente o festival internacional de teatro, Citemor. No castelo realiza-se também o festival Montemor Medieval.
No mês de Maio (todos os Sábados do mês) realiza-se o Encontro de Teatro da Vila de Pereira "Em Cena" Organizado pelo Grupo de Teatro OCeleiro ( Vencedor do Concurso Nacional de Teatro do INATEL / 2009)
O antigo Mercado Municipal foi convertido numa galeria de arte. Existe ainda na vila o teatro Esther de Carvalho.
O Paul de Arzila e o Paul do Taipal são importantes parques naturais, locais de desova e crescimento de peixes e anfíbios e onde se pode avistar aves sedentárias e migratórias.
A Feira da Cebola realiza-se anualmente no dia 8 de setembro, feriado municipal.

## Economia
Montemor-o-Velho, que em tempos foi terra de agricultores, está hoje virada para as actividades do sector terciário, em parte devido à instalação das repartições da administração, instituições financeiras e de serviços; o pequeno comércio é variado. A indústria está representada com vários estabelecimentos fabris de pequena e média dimensão.
A agricultura continua a ter grande importância. Cultiva-se o milho e o arroz com recurso a processos cada vez mais modernos e a existência de uma Escola Profissional Agrícola, a par da Cooperativa e dos serviços da Zona Agrária da DRABL, contribuem com o saber técnico que permite melhorar a produtividade dos campos.

## Evolução da População do Município
| Número de habitantes | Número de habitantes | Número de habitantes | Número de habitantes | Número de habitantes | Número de habitantes | Número de habitantes | Número de habitantes | Número de habitantes | Número de habitantes | Número de habitantes | Número de habitantes | Número de habitantes | Número de habitantes | Número de habitantes | Número de habitantes |
| -------------------- | -------------------- | -------------------- | -------------------- | -------------------- | -------------------- | -------------------- | -------------------- | -------------------- | -------------------- | -------------------- | -------------------- | -------------------- | -------------------- | -------------------- | -------------------- |
| 1864                 | 1878                 | 1890                 | 1900                 | 1911                 | 1920                 | 1930                 | 1940                 | 1950                 | 1960                 | 1970                 | 1981                 | 1991                 | 2001                 | 2011                 | 2021                 |
| 19 799               | 21 405               | 22 042               | 22 361               | 24 410               | 23 864               | 25 162               | 27 912               | 27 978               | 27 925               | 26 468               | 27 274               | 26 375               | 25 478               | 26 171               | 24 571               |

(Obs.: Número de habitantes "residentes", ou seja, que tinham a residência oficial neste município à data em que os censos  se realizaram.)
De acordo com os dados do INE o distrito de Coimbra registou em 2021 um decréscimo populacional na ordem dos 5.0% relativamente aos resultados do censo de 2011. No concelho de Montemor-o-Velho esse decréscimo rondou os 5.4%. 
| Número de habitantes por Grupo Etário | Número de habitantes por Grupo Etário | Número de habitantes por Grupo Etário | Número de habitantes por Grupo Etário | Número de habitantes por Grupo Etário | Número de habitantes por Grupo Etário | Número de habitantes por Grupo Etário | Número de habitantes por Grupo Etário | Número de habitantes por Grupo Etário | Número de habitantes por Grupo Etário | Número de habitantes por Grupo Etário | Número de habitantes por Grupo Etário | Número de habitantes por Grupo Etário | Número de habitantes por Grupo Etário |
| ------------------------------------- | ------------------------------------- | ------------------------------------- | ------------------------------------- | ------------------------------------- | ------------------------------------- | ------------------------------------- | ------------------------------------- | ------------------------------------- | ------------------------------------- | ------------------------------------- | ------------------------------------- | ------------------------------------- | ------------------------------------- |
|                                       | 1900                                  | 1911                                  | 1920                                  | 1930                                  | 1940                                  | 1950                                  | 1960                                  | 1970                                  | 1981                                  | 1991                                  | 2001                                  | 2011                                  | 2021                                  |
| 0-14 Anos                             | 7 256                                 | 8 625                                 | 7 345                                 | 7 744                                 | 8 240                                 | 7 288                                 | 6 853                                 | 6 190                                 | 6 084                                 | 4 778                                 | 3 536                                 | 3 382                                 | 3 007                                 |
| 15-24 Anos                            | 4 083                                 | 3 938                                 | 4 236                                 | 4 682                                 | 4 512                                 | 4 826                                 | 4 382                                 | 3 795                                 | 4 123                                 | 3 906                                 | 3 346                                 | 2 658                                 | 2 199                                 |
| 25-64 Anos                            | 9 330                                 | 9 755                                 | 10 248                                | 11 066                                | 12 304                                | 12 984                                | 13 863                                | 12 935                                | 12 878                                | 13 194                                | 13 270                                | 14 285                                | 12 967                                |
| = ou > 65 Anos                        | 1 298                                 | 1 544                                 | 1 535                                 | 1 803                                 | 2 194                                 | 2 552                                 | 2 827                                 | 3 490                                 | 4 189                                 | 4 497                                 | 5 326                                 | 5 846                                 | 6 398                                 |

(Obs: De 1900 a 1950 os dados referem-se à população "de facto", ou seja, que estava presente no município à data em que os censos se realizaram. Daí que se registem algumas diferenças relativamente à designada população residente)

## Política

### Eleições autárquicas[9]
| Data | %     | V     | %       | V       | %       | V       | %            | V            | %              | V  | %              | V      | %              | V   | %              | V       | %              | V   | %   | V   | %  | V  | Participação |                |
| Data | PS    | PS    | PPD/PSD | PPD/PSD | CDS-PP  | CDS-PP  | FEPU/APU/CDU | FEPU/APU/CDU | AD             | AD | UDP/BE         | UDP/BE | PRD            | PRD | PSD-CDS        | PSD-CDS | MPT            | MPT | ADN | ADN | CH | CH | Participação |                |
| ---- | ----- | ----- | ------- | ------- | ------- | ------- | ------------ | ------------ | -------------- | -- | -------------- | ------ | -------------- | --- | -------------- | ------- | -------------- | --- | --- | --- | -- | -- | ------------ | -------------- |
| Data | 1976  | 46,15 | 4       | 23,65   | 2       | 12,10   | 1            | 10,43        | -              |    |                |        |                |     |                |         |                |     |     |     |    |    |              | 46,94 / 100,00 |
| 1979 | 39,20 | 3     | AD      | AD      | AD      | AD      | 13,93        | 1            | 38,85          | 3  | 3,54           | -      | 59,42 / 100,00 |     |                |         |                |     |     |     |    |    |              |                |
| 1982 | 59,46 | 5     | AD      | AD      | AD      | AD      | 11,44        | -            | 23,91          | 2  |                |        | 61,95 / 100,00 |     |                |         |                |     |     |     |    |    |              |                |
| 1985 | 38,48 | 4     | 25,30   | 2       | 6,46    | -       | 9,61         | -            |                |    | 15,81          | 1      | 55,75 / 100,00 |     |                |         |                |     |     |     |    |    |              |                |
| 1989 | 42,11 | 3     | 45,13   | 4       |         |         | 8,05         | -            |                |    | 59,15 / 100,00 |        |                |     |                |         |                |     |     |     |    |    |              |                |
| 1993 | 44,97 | 4     | 35,65   | 3       | 8,89    | -       | 6,30         | -            | 66,18 / 100,00 |    |                |        |                |     |                |         |                |     |     |     |    |    |              |                |
| 1997 | 47,56 | 4     | 32,96   | 2       | 3,67    | -       | 11,79        | 1            | 63,91 / 100,00 |    |                |        |                |     |                |         |                |     |     |     |    |    |              |                |
| 2001 | 38,68 | 3     | CDS-PP  | CDS-PP  | PPD/PSD | PPD/PSD | 6,31         | -            | 51,68          | 4  | 67,93 / 100,00 |        |                |     |                |         |                |     |     |     |    |    |              |                |
| 2005 | 32,28 | 2     | CDS-PP  | CDS-PP  | PPD/PSD | PPD/PSD | 4,36         | -            | 59,81          | 5  | 68,49 / 100,00 |        |                |     |                |         |                |     |     |     |    |    |              |                |
| 2009 | 33,26 | 2     | CDS-PP  | CDS-PP  | PPD/PSD | PPD/PSD | 5,18         | -            | 1,88           | -  | 56,70          | 5      | 65,12 / 100,00 |     |                |         |                |     |     |     |    |    |              |                |
| 2013 | 40,45 | 3     | CDS-PP  | CDS-PP  | PPD/PSD | PPD/PSD | 11,08        | 1            | 2,00           | -  | 35,95          | 3      | 4,11           | -   | 58,99 / 100,00 |         |                |     |     |     |    |    |              |                |
| 2017 | 51,21 | 4     | CDS-PP  | CDS-PP  | PPD/PSD | PPD/PSD | 6,71         | -            | 1,40           | -  | 32,66          | 3      |                |     | 3,13           | -       | 63,78 / 100,00 |     |     |     |    |    |              |                |
| 2021 | 50,61 | 4     | CDS-PP  | CDS-PP  | PPD/PSD | PPD/PSD | 7,07         | -            | 2,52           | -  | 32,48          | 3      |                |     | 3,23           | -       | 62,03 / 100,00 |     |     |     |    |    |              |                |

### Eleições legislativas
| Data | %     | %     | %     | %    | %     | %     | %        | %     | %    | %     | %    | %   | %       | % | %  | %  |
| Data | PS    | PSD   | CDS   | PCP  | UDP   | AD    | APU/ CDU | FRS   | PRD  | PSN   | BE   | PAN | PSD CDS | L | CH | IL |
| ---- | ----- | ----- | ----- | ---- | ----- | ----- | -------- | ----- | ---- | ----- | ---- | --- | ------- | - | -- | -- |
| 1976 | 47,91 | 19,19 | 10,79 | 5,92 | 1,34  |       |          |       |      |       |      |     |         |   |    |    |
| 1979 | 44,09 | AD    | AD    | APU  | 1,65  | 32,83 | 11,69    |       |      |       |      |     |         |   |    |    |
| 1980 | FRS   | AD    | AD    | APU  | 1,18  | 34,61 | 10,14    | 44,69 |      |       |      |     |         |   |    |    |
| 1983 | 54,99 | 17,16 | 8,42  | APU  | 1,02  |       | 12,21    |       |      |       |      |     |         |   |    |    |
| 1985 | 32,20 | 18,70 | 9,60  | APU  | 1,04  | 12,24 | 19,70    |       |      |       |      |     |         |   |    |    |
| 1987 | 31,58 | 44,32 | 3,97  | CDU  | 0,42  | 7,73  | 4,26     |       |      |       |      |     |         |   |    |    |
| 1991 | 38,89 | 43,31 | 3,42  | CDU  |       | 5,72  | 0,60     | 1,78  |      |       |      |     |         |   |    |    |
| 1995 | 55,51 | 29,20 | 5,58  | CDU  | 0,58  | 5,26  |          | 0,25  |      |       |      |     |         |   |    |    |
| 1999 | 53,40 | 27,42 | 6,62  | CDU  |       | 7,32  |          | 1,07  |      |       |      |     |         |   |    |    |
| 2002 | 45,51 | 35,77 | 7,51  | CDU  | 5,57  | 1,65  |          |       |      |       |      |     |         |   |    |    |
| 2005 | 50,39 | 28,20 | 4,62  | CDU  | 5,92  | 5,27  |          |       |      |       |      |     |         |   |    |    |
| 2009 | 41,25 | 25,65 | 10,10 | CDU  | 6,19  | 10,24 |          |       |      |       |      |     |         |   |    |    |
| 2011 | 33,36 | 34,29 | 11,13 | CDU  | 6,46  | 5,46  | 1,04     |       |      |       |      |     |         |   |    |    |
| 2015 | 38,20 | CDS   | PSD   | CDU  | 8,18  | 10,76 | 0,89     | 32,07 | 0,40 |       |      |     |         |   |    |    |
| 2019 | 42,06 | 23,38 | 2,82  | CDU  | 5,69  | 11,34 | 2,22     |       | 0,90 | 1,50  | 0,66 |     |         |   |    |    |
| 2022 | 47,54 | 25,13 | 1,36  | CDU  | 3,24  | 5,11  | 0,90     | 0,86  | 8,74 | 3,11  |      |     |         |   |    |    |
| 2024 | 32,53 | AD    | AD    | CDU  | 26,62 | 2,75  | 4,54     | 1,37  | 2,06 | 20,72 | 4,20 |     |         |   |    |    |

## Personalidades Notáveis
- Fernão Mendes Pinto
- Sesnando Davides
- Diogo de Azambuja
- Jorge de Montemor
- Afonso Duarte
- Esther de Carvalho

## Cidade geminada
- São José dos Pinhais, Paraná, Brasil[12]

## Desporto
A vila de Montemor-o-Velho possui uma das melhores pistas para canoagem da europa, sendo um local que já recebeu provas internacionais dessa modalidade. A Selecção Nacional de Canoagem treina com regularidade nesta pista.
- Lista de percursos pedestres de pequena rota em Portugal